# Yudenny Alpajón
Yudenny Alpajón Estevez (21 de julio de 1987) es un luchador cubano de lucha libre. Consiguió una medalla de bronce en el Campeonato Panamericano de 2016.